# Новороссийско-Бессарабское генерал-губернаторство
Новоросси́йско-Бессара́бское генера́л-губерна́торство — генерал-губернаторство в Российской империи, существовавшее с 1822 года по 1874 год с административным центром в Одессе.

## История
С 1764 года существовала Новороссийская губерния, которая в 1802 году была разделена на Николаевскую, Екатеринославскую и Таврическую губернии. В результате русско-турецкой войны 1806–1812 годов по Бухарестскому мирному договору в состав России вошла восточная часть Молдавского княжества, бывшего вассалом Османской империи. Из присоединённых земель была образована Бессарабская область.
Для эффективного освоения новых земель и всего Северного Причерноморья 23 мая 1822 года было образовано Новороссийское и Бессарабское генерал-губернаторство с центром в Одессе. В его состав входили Херсонская, Екатеринославская и Таврическая губернии, а также Одесское, Таганрогское, Феодосийское и Керчь-Еникальское градоначальства. Тем не менее, губернатором Новороссийского края считается ещё герцог дюк Ришельё, назначенный на эту должность в 1805 году.
В феврале 1831 года генерал от инфантерии Л. О. Рот был назначен управляющим военной частью Новороссийского и Бессарабского генерал-губернаторства до возвращения из заграничного отпуска генерал-адъютанта графа М. С. Воронцова. 
Упразднено в 1874 году. 17 января об этом вышел именной указ, в котором отмечалось, что «отныне управление в Херсонской, Екатеринославской, Таврической и Бессарабской губерниях должно было осуществляться на общих основаниях».

## Органы власти
Генерал-губернаторство возглавлял генерал-губернатор, назначаемый императором. Ему подчинялись не только местная администрация и полиция, но и войска, расквартированные в пределах подведомственной ему территории. Органом управления являлась канцелярия генерал-губернатора.
Генерал-губернатору как высшему должностному лицу на данной территории верховной властью предоставлялись достаточно широкие полномочия. К ним относились:
- забота о благоустройстве края и обеспечение законности;
- общее руководство деятельностью полиции;
- защита подданных от произвола и волокиты при рассмотрении дел местными государственными учреждениями;
- контроль и обеспечение государственных резервов («запасейных магазинов») на случай чрезвычайных обстоятельств (неурожаев, стихийных бедствий, войны);
- обеспечение своевременного сбора налогов;
- обеспечение исполнения воинской повинности (рекрутских наборов);
- командование (по поручению императора) войсками на подведомственной территории, а также привлечение войск для действий в чрезвычайных ситуациях — «в случае какого ослушания народного, или во время язвы, или наводнения, или пожара».

Генерал-губернатор контролировал деятельность губернаторов и градоначальников тех губерний, которые входили в состав генерал-губернаторства, те, в свою очередь, были подотчётны ему. Исключение составлял лишь Николаевский и Севастопольский военный губернатор, который подчинялся только морскому ведомству. Взаимоотношения между этими двумя администраторами носили лишь частный (неофициальный) характер.

### Генерал-губернаторы
Новороссийский и бессарабский генерал-губернатор или Новороссийский генерал-губернатор и полномочный наместник Бессарабской области:
| Ф. И. О.                        | Титул, чин, звание                           | Время замещения должности |
| ------------------------------- | -------------------------------------------- | ------------------------- |
| де Ришелье Эммануил Осипович    | герцог, генерал-лейтенант                    | 1805—1814                 |
| Ланжерон Александр Фёдорович    | граф, генерал от инфантерии                  | 1815—1822                 |
| Инзов Иван Никитич              | генерал от инфантерии                        | 17.07.1822—7.05.1823      |
| Воронцов Михаил Семёнович       | князь, генерал-фельдмаршал, генерал-адъютант | 19.05.1823—05.11.1854     |
| Пален Фёдор Петрович            | генерал-лейтенант                            | 1826, 09.1830-10.1832     |
| Анненков Николай Николаевич     | генерал-лейтенант                            | 05.11.1854—04.1855        |
| Строганов Александр Григорьевич | граф, генерал от артиллерии                  | 17.04.1855—29.06.1862     |
| Коцебу Павел Евстафьевич        | генерал от инфантерии                        | 12.12.1862—1874           |